# SNCAC
SNCAC (акроним от Société Nationale de Constructions Aéronautiques du Centre), также Aérocentre — несуществующая ныне французская авиастроительная фирма, основанная в 1936 году. После 1949 года стала частью SNCAN.

## История
Компания SNCAC возникла в 1936 году в ходе национализации французской авиационной промышленности. Она включила в себя заводы Farman в Булонь-Бийанкур и Hanriot в Бурже. В 1945 году к ним прибавился авиазавод, принадлежащий до того момента фирме Loire-Nieuport в Исси-ле-Мулино.
В июне 1949 года объединение SNCAC был распущено. Его активы, в основном, перешли к компании Société Nationale de Constructions Aéronautiques du Nord, SNCAN (впоследствии Nord-Aviation, ныне Aérospatiale); отчасти — к SNCASO (затем Sud Aviation, сейчас также часть Aérospatiale) и SNECMA (ныне часть холдинга Safran SA, входящего в одноимённую группу).
В ассортимент выпускаемой компанией SNCAC продукции входили транспортные самолеты, летающие лодки и гидропланы, учебно-тренировочные самолеты, средние и тяжелые бомбардировщики для ВВС Франции. Позже были разработаны легкие коммерческие самолеты. Было выпущено множество прототипов, но лишь немногие модели пошли в серийное производство, в частности, учебно-тренировочный самолет SNCAC NC.232.2 (55 экземпляров получила Франция и 3 Финляндия), бомбардировщик SNCAC NC.2233 (15 штук для Франции) и разработанный после Второй мировой войны транспортный самолет SNCAC NC.701 (240 штук).

## Продукция фирмы

### Авиационная техника
- SNCAC NC.233 4-моторный бомбардировщик, бывший Farman F.220
- SNCAC NC.130 экспериментальный высотный самолёт
- SNCAC NC.150 высотный бомбардировщик
- SNCAC NC 211 Cormoran тяжелый транспортный самолёт
- SNCAC NC.4-10 многоцелевой гидросамолет, бывший F.410
- SNCAC NC.420 разведывательная летающая лодка
- Farman NC.470 многоцелевой гидросамолёт, бывший F.470
- SNCAC NC.510 разведывательный самолет, ранее Н.150
- SNCAC NC.530
- SNCAC NC-600 двухмоторный тяжёлый истребитель, развитие Hanriot H.220/230/232
- SNCAC NC.701 Martinet лёгкий транспортный самолет, доработка Si-204D, построено 240;
- SNCAC NC.702 Martinet NC.700/701 с кабиной по типу Si-204A, 110 экземпляров;
- NC.832 Chardonneret лёгкий многоцелевой самолёт
- NC.840 Chardonneret
- NC.841 Chardonneret
- SNCAC NC.851
- SNCAC NC.853
- SNCAC NC.854
- SNCAC NC.855
- SNCAC NC.856
- SNCAC NC.900 Focke-Wulf Fw 190
- SNCAC NC.1070
- SNCAC NC.1071 лёгкий ударный самолёт
- SNCAC NC 1080 палубный реактивный истребитель
- SNCAC NC.2001 Abeille многоцелевой вертолёт
- SNCAC NC.3021 Belphégor экспериментальный высотный самолёт